# Neretin
Neretin je priimek več oseb:
- Sergej Vladimirovič Neretin, ruski nogometaš
- Vasilij Ivanovič Neretin, sovjetski general